# EK Zell am See
L'EK Zell am See est un club de hockey sur glace de Zell am See en Autriche. Il évolue en Alps Hockey League.

## Historique
Le club est créé en 1928.

## Palmarès
- Vainqueur de la Nationalliga : 1961, 1979, 1986, 1990, 1991, 2003, 2005, 2023.
- Vainqueur de l'Alps Hockey League :  2025.